# Bertram Martin Wilson
Bertram Martin Wilson (* 14. November 1896 in London; † 18. März 1935) war ein britischer Mathematiker.
Wilson war der Sohn eines Geistlichen, ging in Birmingham zur Schule und studierte ab 1916 mit einem Stipendium am Trinity College der Universität Cambridge. 1919 absolvierte er die Tripos und war ab 1920 Lecturer an der University of Liverpool unter John Charles Burkill und Edward Charles Titchmarsh. Ab 1933 war er Professor am University College in Dundee als Nachfolger von John Edward Aloysius Steggall (1855–1935).1935 starb er nach kurzer Krankheit.
Anfangs befasste er sich mit Zahlentheorie, Integralgleichungen und orthogonalen Funktionen. Später widmete er sich der Herausgabe der Werke von S. Ramanujan. Er war 1927 einer der Herausgeber von dessen Collected Papers und ab 1929 arbeitete er an einer kommentierten Edition der Notizbücher von Ramanujan mit George Neville Watson. Das Projekt kam nach seinem frühen Tod zum Erliegen und wurde erst durch George E. Andrews und Bruce Berndt in den 1970er Jahren wieder aufgenommen.
Er war Mitherausgeber von Compositio Mathematica. Wilson war Fellow der Royal Society of Edinburgh.